# Hańža
Hańža (IPA: 'hai̯nʒa) ist ein weiblicher Vorname. Es ist die gebräuchliche obersorbische Form des Namens Agnes.
Eine Variante ist die Diminutiv-Form Hańžka (IPA: 'hai̯nʒka).
Für weitere Informationen zum Namen siehe den Hauptartikel Agnes.

## Bekannte Namensträgerinnen
- Hańža Bjeńšowa (1919–1999), sorbische Schriftstellerin
- Hańža Budarjowa (1860–1937), sorbische Volksdichterin